# Giuseppe Saracco

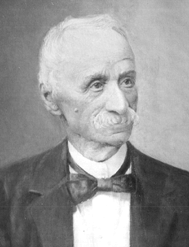
Giuseppe Saracco

Giuseppe Saracco (* 8. Oktober 1821 in Bistagno; † 19. Januar 1907 ebenda) war vom 24. Juni 1900 bis 15. Februar 1901 italienischer Präsident des Ministerrats (Ministerpräsident).

## Politischer Werdegang
Nachdem er als Rechtsanwalt gearbeitet hatte, wurde er 1849 ins piemontesische Parlament gewählt, dem er bis 1865 als Abgeordneter angehörte. Er war Gefolgsmann von Camillo Benso Graf von Cavour und schloss sich nach dessen Tod der Partei von Urbano Rattazzi an.
1862 wurde er Unterstaatssekretär für Öffentliche Arbeiten in Rattazzis Kabinett. 1864 ernannte ihn der Minister Quintino Sella zum Generalsekretär für Finanzen und 1865 wurde er Senator. Saracco erwarb großen Ruhm als Finanzfachmann. Im Jahre 1879 erreichte er eine zeitweilige Verschiebung der Abschaffung der Besteuerung des Getreides und widersetzte sich energisch den Finanzhandlungen von Maglianis, die er für zu freiheitlich hielt.
Giuseppe Saracco wurde 1887 und 1893 zum Minister für Öffentliche Arbeiten in den Kabinetten von Depretis und Francesco Crispi ernannt, konnte jedoch die negativen Auswirkungen mancher umstrittener Einsätze bei Depretis nicht verhindern.
Im November 1898 wurde Saracco zum Präsidenten des Senats gewählt. Im gleichen Jahr zeichnete ihn König Umberto I. mit dem höchsten Titel, dem Collare dell'Annunziata aus.

## Regierungsbildung durch Saracco
Giuseppe Saracco gelang es im Juni 1900, nach einer Amtskrise, die den Sturz des Kabinetts Pelloux II bewirkt hatte, mit dem Kabinett Saracco eine Versöhnungsregierung zu bilden. Seine Amtszeit als Ministerpräsident und Innenminister wurde jedoch von der Ermordung von König Umberto I. am 29. Juli 1900 überschattet. Schließlich scheiterte seine Regierung wegen einer zu schwachen Haltung gegenüber dem Streik der Hafenbeamten bei Genua.

## Tätigkeiten nach seinem Rücktritt
Nach seinem Rücktritt als Ministerpräsident nahm Saracco wieder das Amt des Senatspräsidenten ein, wurde jedoch nach der Einsetzung des Kabinetts Giolitti II in seinem Amt nicht wieder bestätigt.
Giuseppe Saracco wurde unter anderem mit dem Titel Cavaliere dell’Ordine dell’Annunziata ausgezeichnet.